# Halve marathon van Göteborg
De Halve marathon van Göteborg (Zweeds: Göteborgsvarvet) is een halve marathon, die sinds 1980 jaarlijks in de Zweedse stad Göteborg wordt gehouden. Met bijna 60.000 deelnemers in 2011 is dit de op een na grootste halve marathon ooit gehouden.

## Parcoursrecords
- Mannen: 59.35 - Richard Kiprop  Kenia (2016)
- Vrouwen: 1:08.01 - Violah Jepchumba  Kenia (2016)

## Uitslagen
| Jaar        | Snelste man             | Land     | Tijd    | Snelste vrouw          | Land      | Tijd    |
| ----------- | ----------------------- | -------- | ------- | ---------------------- | --------- | ------- |
| 18 mei 2019 | Shadrack Kimining       | Kenia    | 1:00.38 | Tabitha Gichia         | Ethiopië  | 1:08.18 |
| 19 mei 2018 | Shadrack Kimining       | Kenia    | 1:01.31 | Meseret Tola           | Ethiopië  | 1:09.06 |
| 20 mei 2017 | Geoffrey Yegon          | Kenia    | 1:00.20 | Fancy Chemutai         | Kenia     | 1:07.59 |
| 22 mei 2016 | Richard Kiprop          | Kenia    | 59.35   | Violah Jepchumba       | Kenia     | 1:08.01 |
| 23 mei 2015 | Richard Kiprop          | Kenia    | 1:00.44 | Worknesh Debele Degafa | Ethiopië  | 1:08.13 |
| 17 mei 2014 | Ghirmay Ghebreslassie   | Eritrea  | 1:00.36 | Worknesh Debele Degafa | Ethiopië  | 1:10.12 |
| 18 mei 2013 | Jackson Kiprop          | Oeganda  | 1:03.13 | Isabella Ochichi       | Kenia     | 1:11.29 |
| 2 mei 2012  | Victor Kipchirchir      | Kenia    | 1:00.25 | Hilda Kibet            | Nederland | 1:09.27 |
| 21 mei 2011 | Albert Matebor Kiplagat | Kenia    | 1:00.52 | Joyce Chepkirui        | Kenia     | 1:09.04 |
| 22 mei 2010 | Sammy Kiprono Kirui     | Kenia    | 1:01.10 | Amane Gobena Gemeda    | Ethiopië  | 1:11.40 |
| 16 mei 2009 | Nicholas Manza Kamacha  | Kenia    | 1:01.55 | Ana Dulce Felix        | Portugal  | 1:11.27 |
| 17 mei 2008 | Sylvester Teimet        | Kenia    | 1:01.21 | Kirsten Otterbu        | Noorwegen | 1:10.19 |
| 12 mei 2007 | Sylvester Teimet        | Kenia    | 1:04.03 | Kirsten Otterbu        | Noorwegen | 1:12.38 |
| 13 mei 2006 | Abdelkader El Mouaziz   | Marokko  | 1:02.14 | Helena Javornik        | Slovenië  | 1:12.34 |
| 21 mei 2005 | Silas Sang              | Kenia    | 1:03.19 | Susan Kurui            | Kenia     | 1:12.34 |
| 15 mei 2004 | Mustafa Mohamed         | Zweden   | 1:04.03 | Leah Kiprono           | Kenia     | 1:18.06 |
| 17 mei 2003 | Benjamin Rotich         | Kenia    | 1:03.43 | Miriam Wangari         | Kenia     | 1:13.27 |
| 25 mei 2002 | Mustafa Mohamed         | Zweden   | 1:03.35 | Lena Gavelin           | Zweden    | 1:13.03 |
| 5 mei 2001  | Pavel Loskutov          | Estland  | 1:03.00 | Stine Larsen           | Noorwegen | 1:11.07 |
| 13 mei 2000 | Faustin Baha            | Tanzania | 1:02.42 | Stine Larsen           | Noorwegen | 1:09.28 |
| 8 mei 1999  | Rachid benSalem         | Marokko  | 1:02.18 | Nadezhda Wijenberg     | Nederland | 1:11.47 |
| 16 mei 1998 | Fred Ntabo              | Kenia    | 1:03.28 | Nadezhda Wijenberg     | Nederland | 1:12.31 |
| 24 mei 1997 | Martin Ojuku            | Kenia    | 1:01.44 | Joyce Chepchumba       | Kenia     | 1:09.50 |
| 11 mei 1996 | Wilson Musto            | Kenia    | 1:03.12 | Aniela Nikiel          | Polen     | 1:14.29 |
| 13 mei 1995 | Richard Nerurkar        | Engeland | 1:02.39 | Ritva Lemettinen       | Finland   | 1:13.18 |
| 7 mei 1994  | Onesmo Ludago           | Tanzania | 1:03.08 | Ritva Lemettinen       | Finland   | 1:13.04 |
| 15 mei 1993 | Francis Robert Naali    | Tanzania | 1:03.37 | Ritva Lemettinen       | Finland   | 1:13.30 |
| 16 mei 1992 | Onesmo Ludago           | Tanzania | 1:03.24 | Susannah Rigg          | Engeland  | 1:13.26 |
| 25 mei 1991 | Andrea Nade             | Tanzania | 1:04.38 | Ingrid Kristiansen     | Noorwegen | 1:12.30 |
| 12 mei 1990 | Thomas Robert Naali     | Tanzania | 1:01.54 | Midde Hamrin           | Zweden    | 1:12.45 |
| 20 mei 1989 | Simon Robert Naali      | Tanzania | 1:03.35 | Elizabeth Johannesson  | Zweden    | 1:17.16 |
| 14 mei 1988 | Hakan Börjesson         | Zweden   | 1:05.13 | Evy Palm               | Zweden    | 1:14.19 |
| 16 mei 1987 | Mats Erixon             | Zweden   | 1:03.37 | Midde Hamrin           | Zweden    | 1:13.24 |
| 10 mei 1986 | Mats Erixon             | Zweden   | 1:03.41 | Evy Palm               | Zweden    | 1:12.11 |
| 11 mei 1985 | Mats Erixon             | Zweden   | 1:04.35 | Jeannette Nordgren     | Zweden    | 1:13.44 |
| 12 mei 1984 | Mats Erixon             | Zweden   | 1:03.14 | Midde Hamrin           | Zweden    | 1:10.46 |
| 7 mei 1983  | Tommy Persson           | Zweden   | 1:04.40 | Jeannette Nordgren     | Zweden    | 1:14.54 |
| 15 mei 1982 | Mats Erixon             | Zweden   | 1:02.54 | Grete Waitz            | Noorwegen | 1:09.57 |
| 16 mei 1981 | Göran Högberg           | Zweden   | 1:05.44 | Evy Palm               | Zweden    | 1:17.47 |
| 7 juni 1980 | Göran Högberg           | Zweden   | 1:06.17 | Midde Hamrin           | Zweden    | 1:15.50 |